# José Gervasio Artigas

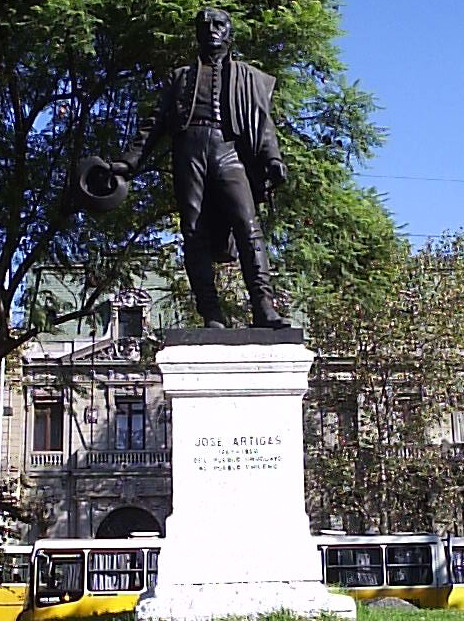
Pomník José Artigase v Santiago de Chile

José Gervasio Artigas (19. červen 1764, Montevideo – 23. září 1850, v Ibiray nedaleko Asunciónu) byl uruguayský generál a politik.

## Život
Jeho rodiči byli Martín José Artigas a Francisca Antonia Arnal. V letech 1806–1807 bojoval proti britskému vpádu do místokrálovství Río de la Plata. V období 1811–1814 za osvobození Uruguaye od španělské nadvlády a mezi lety 1811–1812 proti portugalskému vojsku v Uruguayi.
Jeho úsilí o federativní uspořádání Argentiny s autonomní provincií vyvolalo od roku 1813 trvalý konflikt s centralistickou vládou v Buenos Aires, které formálně podléhal a která se ho v roce 1814 pokusila vojensky přivést k poslušnosti. V roce 1815, po odchodu vládního vojska z Montevidea, se stal nejvyšší autoritou v zemi.
V roce 1816 čelil vpádu portugalského vojska vyslaného dobýt uruguayské území. Po několika porážkách a po ztrátě Montevidea 20. ledna 1817 vedl proti okupantům partyzánskou válku. V roce 1819 podlehl portugalské materiální převaze. Od roku 1820 žil v exilu v Paraguayi. Artigas je v zemi považován za národního hrdinu; jeho portrét je na několika uruguayských mincích.